# Echinopsis vasquezii
Echinopsis vasquezii är en kaktusväxtart som först beskrevs av Walter Rausch, och fick sitt nu gällande namn av Gordon Douglas Rowley. Echinopsis vasquezii ingår i släktet Echinopsis och familjen kaktusväxter. Inga underarter finns listade i Catalogue of Life.